# Головчак Морфей
Головчак Морфей (Heteropterus morpheus) — вид денних метеликів родини головчаків (Hesperiidae).

## Поширення
Вид поширений у Європі та помірній Азії від Північної Іспанії до Кореї. В Україні звичайний вид на півночі країни у лісовій зоні. У лісостеповій зоні трапляється рідше, а у степовій зоні відомо лише декілька популяцій у долині Дніпра.

## Опис

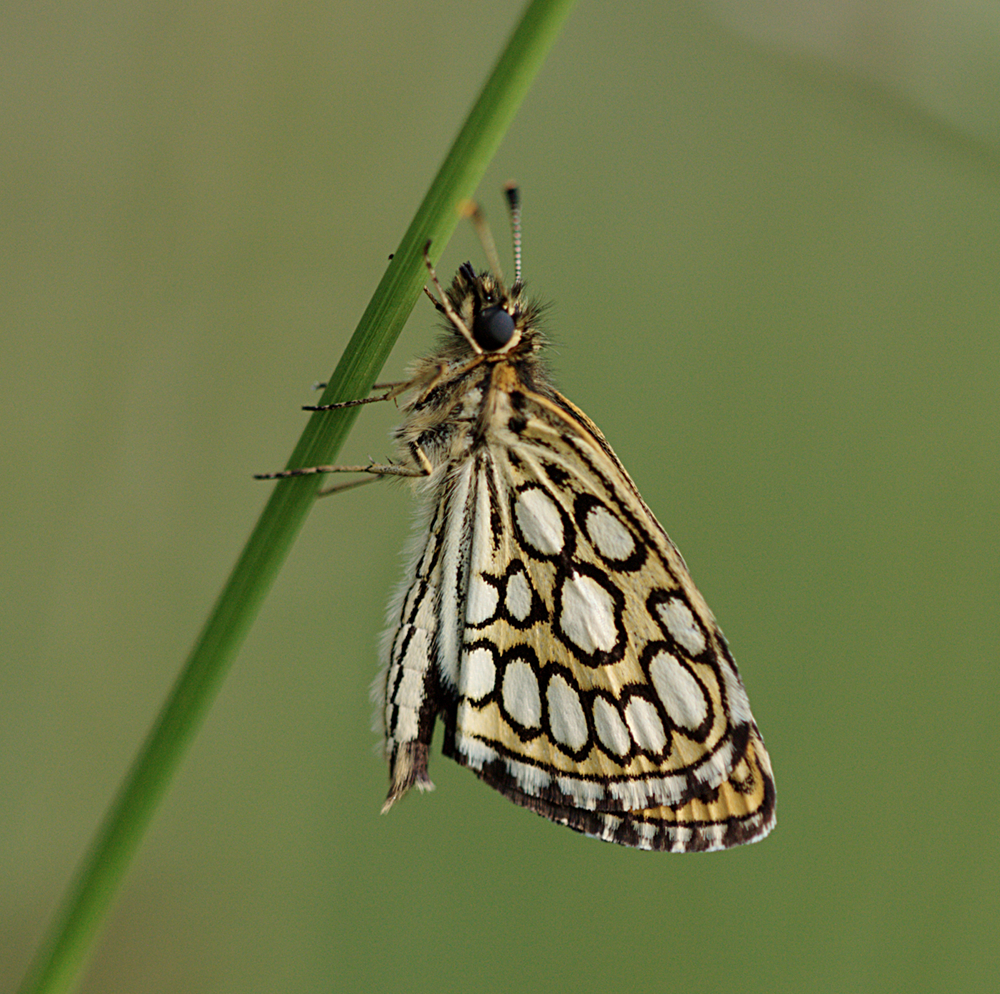
Вигляд збоку

Розмір переднього крила 16-18 мм. Крила зверху коричнево-чорні зі світлими плямами біля вершин крил і на зовнішніх полях задніх крил. У самиць плями більші і яскравіші ніж у самців. Нижня сторона задніх крил жовта, з рядами великих округлих білих плям в темній окантовці.
Гусениці зелені, зі світлими лініями з боків спини. Голова світліша, з трьома бурими вертикальними смужками.

## Спосіб життя
Трапляється на вологих луках, верхових болотах, галявинах та узліссях. Метелики літають у червні та на початку липня. Самиці відкладають яйця поштучно на стебла або листя кормових рослин. Гусінь живиться різними видами злаків. Активна вночі. Зимує гусениця у притулку з листя кормової рослини.